# برنت کوتزل
برنت مایکل کوتزل (به انگلیسی: Brent Michael Kutzle) موسیقی‌دان، نوازنده، ترانه‌سرا، تهیه‌کننده موسیقی و آهنگساز آمریکایی زاده فانتین ولی، کالیفرنیا است. وی نوازنده باس و ویولن سل گروه پاپ راک وان‌ریپابلیک است.
همانند خواننده اصلی وان‌ریپابلیک، رایان تدر، برنت نیز با نوازندگان مختلف از صحنه‌های موسیقی زیرزمینی تا جریان اصلی، از‌جمله بیانسه، مچ‌باکس تونتی، الی گولدینگ، کبرا استارشیپ، لیونا لوئیس، کلی کلارکسون، جسیکا دابسون و کوین ماکس اجرا کرده است. برنت در سال ۲۰۱۷ با جکی لزلی ازدواج کرده است.

## زندگی‌نامه

### اوایل زندگی
او در مدرسه ابتدایی اتان بی آلن تحصیل کرد و زمانی که سیزده ساله بود، به مدرسه سارا مک گاروین واقع در وست‌مینستر، کالیفرنیا رفت. او همچنین در دبیرستان لا کوئینتا در وست‌مینستر، دانشگاه باپتیست کالیفرنیا در ریورساید و دانشگاه ونگارد در کوستا مسا تحصیل کرد. کوتزل نواختن پیانو را در سنین پایین با مادرش که یک نوازنده ارگ کلیسا و معلم پیانو بود، پدرش پیانیست و یکی از ۸۴ پیانیستی که در مراسم افتتاحیه المپیک تابستانی ۱۹۸۴ در لس آنجلس اجرا کرد. پدرش او را تشویق کرد تا او ساز دومی به نام ویولن‌سل را یاد بگیرد، زیرا رقابت بسیار کمتری از ویولن دارد. کوتزل یک آهنگ‌ساز آموزش‌دیده موسیقی کلاسیک است.

### فیلم‌شناسی
کوتزل در سال ۲۰۰۸ در فیلم «چشم» در صحنه آغازین با نواختن ویولن‌سل به‌عنوان عضوی از ارکست ظاهر می‌شود. او همچنین در‌حال نواختن ویولن‌سل در آهنگ اصلی، «سانگز لایک رین» برای فیلم مستقل سال ۲۰۰۶ به همین نام شنیده می‌شود. در سال ۲۰۱۴، جامعه پراکنده جامائیکایی نتورک از کوتزل پرسید که چند ساز می‌تواند در مورد فیلم بنوازد و او اظهار داشت: «نه به اندازه‌ای که در کالج می‌توانستم، اما در حدود یک مشت ساز». کوتزل یک موسیقی متن برای فیلم سینمایی بین‌المللی در پشت آب در سال ۲۰۱۶ که فریزر کرشاو، فعال بحران آب در آن ایفای نقش می‌کند، ساخت.

### وان‌ریپابلیک
کوتزل در اوایل سال ۲۰۰۷ پس‌از آن‌که تیم مایرز بیسیست سابق گروه را ترک کرد تا یک حرفه انفرادی را دنبال کند، به وان‌ریپابلیک پیوست. او از کلاس چهارم ویولن‌سل نواخته است و گفته است که هرگز برای گروهی که «به او اجازه ندهند ویولن‌سل خود را بنوازد» نمی‌نوازد. او صدای ویولن‌سل را برای یک گروه راک با استفاده از افکت‌های تاخیر (Delay)، بازآوایش و (Loop) تغییر داده است. او نشان خود را در اولین بار در آلبوم، رویا بافتن با صدای بلند (۲۰۰۷) در قطعه «همه سقوط می‌کنند» گذاشت که بر‌اساس یک ضربه ویولن‌سل است که در کل آهنگ تکرار می‌شود. 
کوتزل علاوه‌بر نواختن ویولن‌سل و گیتار باس، به‌همراه زک فیلکینز، به رهبر گروه، رایان تدر در ترانه‌نویسی و آهنگسازی برای گروه نیز کمک می‌کند. بسیاری از آهنگ‌های آلبوم دوم گروه بیدار شدن (۲۰۰۹) توسط او نوشته و تهیه شده است، از‌جمله تک‌آهنگ اصلی «تمام حرکت‌های درست» و تک‌آهنگ «زندگی خوب» و همچنین «دوباره احساس کن» و «اگر خودم را گم کنم» که هر دو تک‌آهنگ‌های آلبوم سوم آنها مادری (آلبوم) هستند.

## دیسکوگرافی
- رویا بافتن با صدای بلند (۲۰۰۷)

- بیدار شدن (۲۰۰۹)

- مادری (۲۰۱۳)

- اوه من (۲۰۱۶)

- انسان (۲۰۲۱)

- یک شب در مالیبو (۲۰۲۲)